# Rodocalibrador

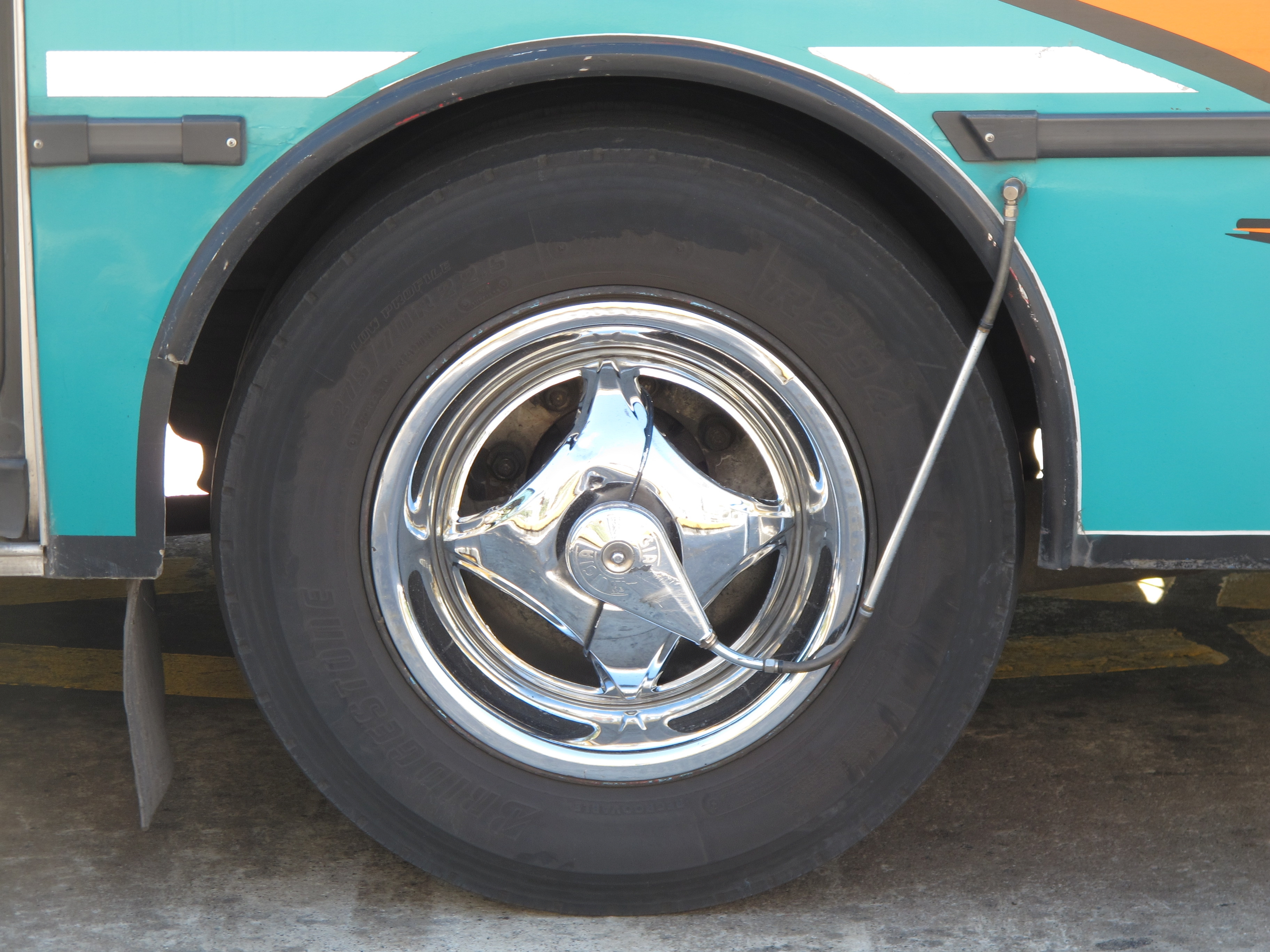
Rodocalibrador externo em um ônibus

Rodocalibrador ou rodoar é um sistema de calibragem utilizado em veículos em movimento e que possuem compressor de ar; semelhante ao calibrador normal encontrado fixo em posto de gasolina, com a vantagem de poder ser usado com o veículo em movimento.
O sistema consiste basicamente de um painel de instrumentos e uma rede de mangueiras de ar. Uma mangueira tem ligação direta do veículo ao painel do rodoar, que possui dois mostradores: um para os pneus dianteiros e outro para os traseiros. Duas mangueiras saem do painel e fazem a rede dianteira e traseira de mangueiraas que chegam aos pneus atrás dos cinemáticos, que são colocados no meio de cada roda, e direcionam o ar da rede para as válvulas dos pneus, calibrando-os.
O painel exibe a calibragem dos pneus e alteração, se um pneu fura, o ponteiro correspondente a ele começa a baixar, caso o motorista não veja, um alarme soa quando ele fica abaixo de um valor programado pelo instalador.
O rodocalibrador fica visualmente bonito em veículos como caminhões, motoristas o instalam personalizando suas características, para assim terem modelos únicos em cada veículo, também podem ser equipados com calotas de vários tipos e cores, canos de varias alturas, ficando a critério de cada um escolher o conjunto. O rodoar alem de uma comodidade, é um acessório indispensável em caminhões "tunados".
A calibragem inadequada é a maior responsável pelo descarte prematuro de pneus. Assim algumas empresas desenvolveram a tecnologia do Calibrador Embarcado de Pneus, também conhecido como rodoar ou rodocalibrador, gerando economia, segurança e conforto aos motoristas, passageiros e donos de frotas.

## Função
Manter a pressão desejada dos pneus, ajustada através do Painel de Controle, onde o mesmo monitora a pressão dos pneus e indica ao motorista, através de um alarme audiovisual, se houver a baixa pressão de um pneu.

## Vantagens
Economia
- A superação da vida útil dos pneus, estimada pelo fabricante;
- Maior número de recapagens;
- Menor arraste, economiza combustível.

Segurança
Com a calibragem ideal dos pneus, o veículo tem maior estabilidade, tornando as manobras, curvas, retomadas e frenagens mais eficientes diminuindo a probabilidade de acidentes.
Conforto
O sistema calibrador mostrará o exato momento em que ocorre a perda de pressão do pneu, possibilitando ao condutor a manutenção da pressão desejada até a escolha de um local seguro para o reparo do pneu.

## Funcionamento
- Quando ocorre a perda de pressão nos pneus, o painel de controle do calibrador emite um alarme audiovisual, indicando ao condutor a necessidade de acionamento do sistema.
- Ao acionar o sistema, o condutor permite que seja aberta a passagem de ar, regulada pelo painel de controle do calibrador, do compressor do veículo para o pneu que esteja com baixa pressão.
- Após esse momento o condutor poderá procurar um local seguro para reparar ou substituir o pneu e prosseguir viagem com segurança.